# 小行星2265
小行星2265（2265 Verbaandert）是一颗围绕太阳公转的小行星。1950年2月17日，西維恩·阿蘭德在于克勒发现了此天体。
該小行星以比利時地球物理學家讓·維爾班德特（Jean Verbaandert）命名。
这颗小行星的绝对星等为338.7263655523471等。